# Косгрейв, Уильям Томас
Уильям Томас Косгрейв (англ. William Thomas Cosgrave, ирл. Liam Tomás Mac Cosgair; 6 июня 1880, Дублин, Соединённое Королевство Великобритании и Ирландии — 16 ноября 1965, Дублин, Ирландия) — ирландский революционер и государственный деятель, премьер-министр Ирландского Свободного государства (1922—1932).

## Биография

### Борьба за независимость Ирландии
Обучался в школе «Христианские братья» в Дублине.
В 1905 г. впервые принял участие на собрании «Шинн Фейн». С 1909 по 1922 г. являлся членом Совета «Шинн Фейн» в Дублинской корпорации (органа местного самоуправления), в 1913 г. присоединился к «ирландским добровольцам». Принимал активное участие в Пасхальном восстании (1916), служил под командованием Имонна Синанта в звании капитана в Южно-Дублинском союзе. После его поражения был приговорен к смертной казни и отправлен в тюрьму в Фронгох в Уэльсе. Приговор был позже заменен пожизненным заключением. Находясь в тюрьме, на дополнительных выборах в 1917 г. выиграл мандат для «Шинн Фейн», на выборах в 1918 г. был избран в британский парламент от избирательного округа Карлоу-Килкенни. Был освобожден из тюрьмы по всеобщей амнистии 1918 г., а в 1919 г. становится членом созданного революционного однопалатного парламента Ирландской республики (Dáil Éireann).
Несмотря на то, что он считался одним из наиболее опытных членов «Шинн Фейн», он не входил в руководство партии. Однако близкая дружба с Имоном де Валерой позволила ему получить должность министра местного самоуправления в его правительстве, которую он занимал с 1919 по 1922 г. Его главной задачей была организация альтернативной системы правления и отделения от Великобритании — с ней он успешно справился. В 1920 г. он руководил выборами на муниципальном уровне, на которых впервые использовалось пропорциональное представительство. «Шинн Фейн» победила в 28 из 33 муниципалитетов и эти общины немедленно прекратили свои отношения с англичанами и стали лояльными ирландскому правительству.
В 1921 г. возникли его разногласия с де Валерой по англо-ирландскому договору — половина партии (к которой принадлежал де Валера) видела в этом документе предательство «ирландской республики», а другая половина — «свободу, чтобы достичь свободы», то есть достичь важной цели на пути к независимости. К этой позиции и примкнул Косгрейв, войдя в состав временного правительства под руководством Артура Гриффита.
С 1921 г. до ухода из политической жизни в 1944 г. неизменно избирался депутатом ирландского парламента.

### Во главе правительства
С августа по декабрь 1922 г. после смерти Гриффита и убийства Майкла Коллинза занимал пост главы Временного правительства Южной Ирландии. С созданием в декабре 1922 г. Ирландского Свободного государства был назначен его первым премьер-министром (официальное название — президент Исполнительного совета).
Одновременно занимал посты: министра финансов (1922—1923), министра обороны (1924), министра иностранных дел (1927).
Одним из важных шагов его правления стала его жесткая позиция в деле защиты государства от его бывших республиканских коллег, противостояние с которыми стало причиной Гражданской войны (1922—1923). В октябре 1922 г. был принят «Закон о общественной безопасности», который позволял казнить любого, кто был захвачен, с оружием в руках или помогая вооруженным нападениям на военных или полицейских. Правопорядок был его главным приоритетом, но многие граждане не простили ему приказ казнить республиканских заключенных без суда и следствия. В общей сложности с ноября 1922 года по май 1923 г. были казнены 77 заключенных — гораздо больше, чем это сделали англичане за весь период ирландской войны за независимость. 
В этот период премьер заявлял: «Я не буду колебаться, если страна будет жить, и если мы должны уничтожить десять тысяч республиканцев, три миллиона наших людей превысят эти десять тысяч» .
В апреле 1923 г. сторонники Договора из «Шинн Фейн» основали новую политическую партию под названием «Куманн на нГаэдхал» и избрали главу правительства в качестве ее лидера.
Взаимоотношения с Великобританией в эти годы развивались неоднозначно. Присяга на верность в Ирландии была гораздо менее роялистской, чем в Канаде или Австралии. Представителем короля в Ирландии был ирландец, в отличие от других владений, и хотя главой государства был король, власть исходила от ирландского народа, а не от него. Были также подняты вопросы о слове «договор». Британцы утверждали, что это было внутренним делом, в то время как ирландцы рассматривали его как международное соглашение между двумя независимыми государствами, что было признано Лигой Наций, когда этот орган зарегистрировал Договор в качестве международного соглашения в 1924 г.
В 1925 г. специальная комиссия, назначенная Ирландией и Соединенным Королевством, не смогла определить новые границы с Северной Ирладией и включить области с преобладанием католиков. В то же время в качестве «отступного» Великобритания согласилась взять на себя ирландскую часть государственного долга за период до 1922 г. В 1931 г. Соединенное Королевство приняв «Вестминстерский Статут» практического лишилось управления Свободным Ирландским государством и другими владениями. Этот шаг фактически сделал Свободное государство первым независимым ирландским государством, признанным во всем мире, и таким образом подтвердил тезис о «свободе достижения свободы».
В 1923 г. Ирландия вступила в Лигу наций и занялась активной международной деятельностью. Свободное государство стало первой страной Британского Содружества, имеющей отдельного, а не британского дипломатического представителя в Соединенных Штатах. 
В экономике правительство не добилось видимых успехов, придерживаясь консервативного подхода. Налогообложение удерживалось как можно ниже, а бюджет был сбалансирован, чтобы избежать заимствований. Ирландская валюта оставалась привязанной к британской валюте, что привело к завышению курса ирландского фунта. Свободная торговля защищалась, но на некоторые товары были введены умеренные тарифы. Правительство решило сосредоточиться на развитии сельского хозяйства, при этом мало чем помогая промышленному сектору. Был введен более строгий контроль качества и принят «Закон о земле», чтобы помочь фермерам выкупать свои фермы. Для стимулирования роста были созданы «Ирландская сахарная компания» и «Сельскохозяйственная кредитная корпорация». Однако мировая экономическая депрессия серьезно ударила по экономике. Потеря промышленно развитого северо-востока Ирландии оказала негативное влияние на страну в целом. Особенной проблемой была необходимость демобилизации из армии бывших участников войны за независимость при отсутствии должного количества рабочих мест, что в 1924 г. привело к конфликту с армией и расколу в правительстве. 
Его деятельность в области образования и развития национальной культуры расценивались впоследствии как чрезмерно националистические. При поддержке католической церкви правящий кабинет проводил политику, направленную на культурную изоляцию страны; считалось, что все иностранное оказывает антицерковное и разлагающее влияние на население. Введенная в 1929 г. цензура проводила репрессивную политику, и творчество многих известных писателей современности было закрыто для ирландского читателя.
В 1932 г. должны были состояться новые выборы в парламент, правительство неожиданно перенесло их с конца года на февраль. Идущая под социальными и реформистскими лозунгами «Фианна Файл» одержала победу и «Куманн на нГаэдхал» была вынуждена уйти в оппозицию.

### Последующие годы
В 1933 г. «Куманн на нГаэдхал», Национальная центральная партия и так называемые «синие рубашки» объединили свои усилия, чтобы сформировать новую партию «Фине Гэл». Он стал ее первым лидером и оставался таковым до своего уход из политики в 1944 г. Однако в этот период партии ни разу не удавалось победить на всеобщих выборах.
После его смерти в ноябре 1965 г. были организованы государственных похороны, на которых присутствовали весь кабинет, руководители всех политических партий и Имон де Валера как президент Ирландии.
В октябре 2014 г. его могила была разграблена, обломана вершина кельтского креста на надгробии. Этот акт вандализма повторился в марте 2016 г.

## Семья
В 1919 г. женился на Луизе Фланаган. Их сын Лиам Косгрейв также был премьер-министром Ирландии в 1973—1977 гг.